# Fronsonia
Fronsonia is een geslacht van wantsen uit de familie van de Miridae (blindwantsen). Het geslacht werd voor het eerst wetenschappelijk beschreven door Aleksander Herczek in 1993.

## Soorten
Het genus is monotypisch en bevat alleen de volgende soort:

- Fronsonia ochracea Herczek, 1993